# Стадион имени Мартина Торреса
Стадион Мартина Торреса — футбольный стадион в Парагвае, расположенный в районе Сантисима Тринидад города Асунсьон. Стадион рассчитан на 3000 человек, домашней командой выступает футбольная команда Спортиво Тринеденсе.

## Улучшение стадиона
26 октября 2016 года Футбольная ассоциация Парагвая объявила об улучшениях стадиона в связи с переходом Спортиво Триниденсе в Первый дивизион. Работы включают в себя систему освещения, раздевалки, ложи для прессы и оштукатуривание игрового поля. В конце января 2017 года были установлены опоры системы освещения. В середине марта стадион получил возможность принимать матчи Первого дивизиона, таким образом, местный клуб примет клуб гуарани в этом месте проведения седьмой даты турнира открытия. В этом матче были официально открыты улучшения на стадионе.